# Гупта, Рамдас
Рамдас Гупта (англ. Ramdas Gupta, годы жизни неизвестны) — индийский шахматист.
Чемпион Индии 1957 г.
В составе сборной Индии участник шахматной олимпиады 1956 г. В этом соревновании он выступал на 2-й доске. Он сыграл во всех 17 матчах, проведенных командой (сборная Индии выступала без запасных участников). Результат — 8 побед (в том числе над Т. Сало, Г. Лорсоном, Б. Райлли, А. Конради и Ф. Кампоманесом), 4 поражения (от Л. Шмида, Дж. Пенроуза, О. Панно и Р. Летелье) и 5 ничьих (в том числе с И. Йоханнссоном).